# Jack Bauer
Jack Bauer er en fiktiv person i den amerikanske action-/spændingsserie 24 Timer. Han spilles af Kiefer Sutherland og er seriens hovedperson. Han arbejder i en antiterrorafdeling, der samler efterretninger, kaldet CTU (Counter-Terrorist unit). Det er hans opgave at beskytte USA mod terrorangreb fra sin position som agent. Jack når at redde flere hundredetusindvis af uskyldige liv.
Jack Bauer er tidligere SWAT- og Delta Force-medlem og har været ansat i CIA.
Jack har en datter ved navn Kimberly Bauer, har været gift med Terri Bauer og har haft et forhold til Nina Myers
| 24 Timer | Spire Denne artikel om tv-serien 24 Timer er en spire som bør udbygges. Du er velkommen til at hjælpe Wikipedia ved at udvide den. |